# Mądrość

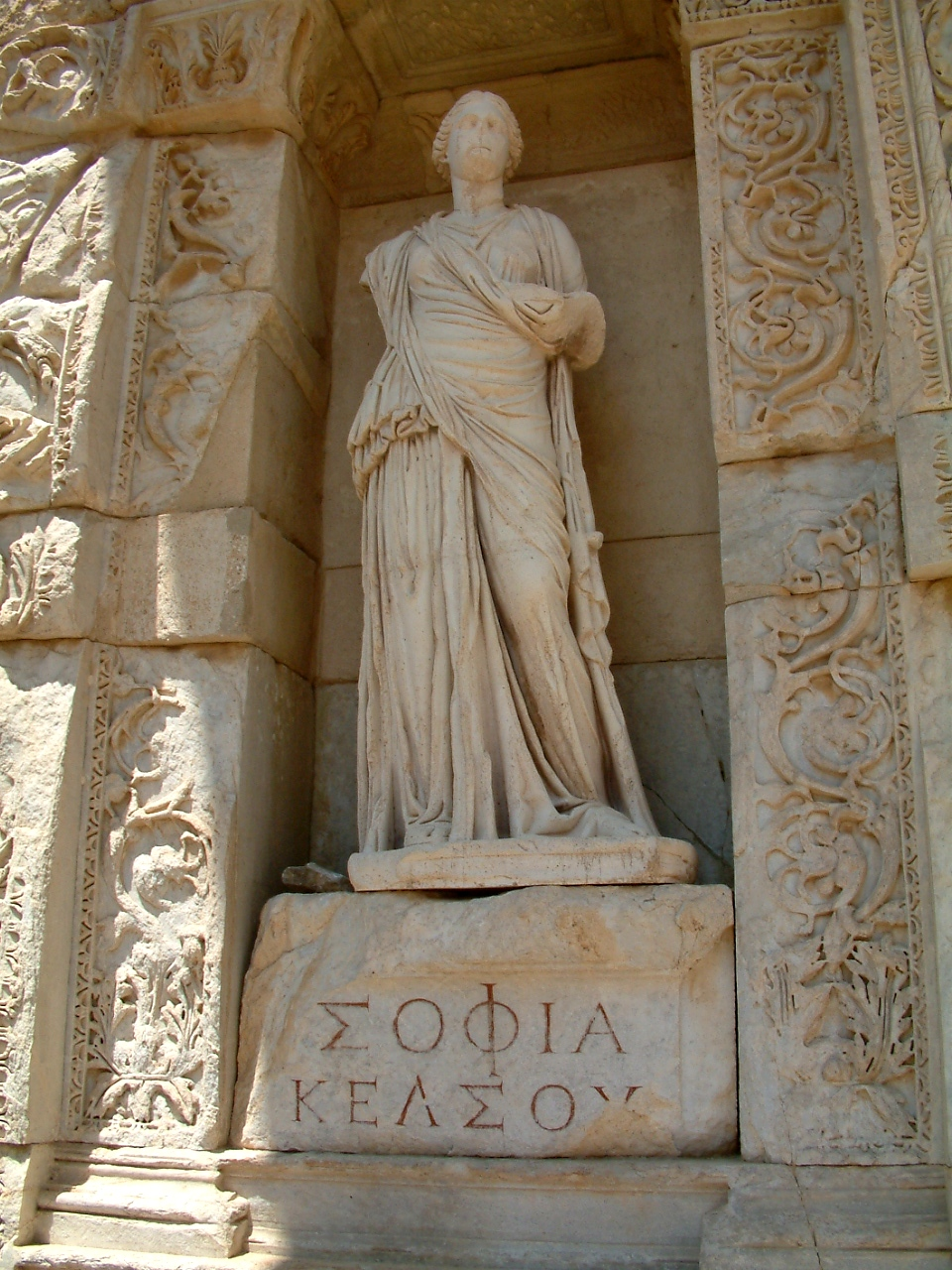
Personifikacja mądrości (gr. Σοφια) w Bibliotece Celsusa w Efezie

Mądrość w najszerszym znaczeniu to umiejętność podejmowania
uzasadnionych decyzji, które w dłuższej perspektywie przynoszą pozytywne
rezultaty. W innym ujęciu można powiedzieć, że mądrość to umiejętność praktycznego wykorzystywania posiadanej wiedzy i doświadczenia.
W tym sensie można np. mówić o mądrości nauczyciela, który wykorzystując
swoją wiedzę pedagogiczną radzi sobie z kształceniem niesfornego ucznia, czy mądrości szefowej, która w oparciu o posiadaną wiedzę fachową i praktyczną znajomość stosunków międzyludzkich skutecznie zarządza wieloosobowym personelem.
W głębszym sensie, często stosowanym w różnych religiach, mądrość oznacza zdolność do działania nacechowanego głębokim, emocjonalnym zaangażowaniem, zwiększającego w długiej perspektywie czasowej nie tylko dobro własne, ale też dobro ogólne. W tym sensie używa się tego terminu w takich zwrotach jak np. mądrość życiowa, czy mądrość rodzicielska.
W obu tych znaczeniach mądrość wymaga nie tylko samej wiedzy, lecz także szeregu predyspozycji psychicznych, ale też duchowych i etycznych, takich jak:
- umiejętność oceniania spraw z jak najszerszej i możliwie jak najbardziej obiektywnej perspektywy;
- umiejętność panowania nad własnymi emocjami i popędami;
- posiadanie sprawnego mechanizmu psychicznego podejmowania decyzji.

## Mądrość w filozofii i religii

### Filozofia starożytna
Mądrość w wielu religiach i filozofiach była rozmaicie pojmowana.
Dla Platona mądrość była tożsama z kompletną wiedzą, gdyż wierzył on, że osoba posiadająca kompletną wiedzę automatycznie będzie podejmowała zawsze właściwe decyzje. Pogląd ten odrzucił jego uczeń Arystoteles, który zauważył, że sama wiedza zazwyczaj nie wystarcza do podejmowania właściwych decyzji i wymaga jeszcze posiadania szeregu określonych zdolności psychicznych. Do koncepcji platońskich wrócili jednak po wiekach stoicy, którzy pojmowali mądrość w sposób nawet jeszcze bardziej totalny i uważali, że mądrość można posiąść w całości albo nie posiadać jej wcale, i że raz nabytej mądrości nie można już utracić. Mądrość tę jednak są w stanie posiąść jedynie nieliczni, specjalnie predestynowani ludzie.

### Filozofia średniowieczna i nowożytna
Większość myślicieli chrześcijańskich wiąże mądrość z miłością do Boga i ludzi, przy czym część (np. Św. Augustyn) uważała ją, wzorem stoików za rodzaj daru, który otrzymują od Boga nieliczni, zaś inni (np. Tomasz z Akwinu) skłaniali się do poglądu bliższego Arystotelesowi i uważali, że mądrości nabywa się samemu w toku cnotliwego i pracowitego życia, i że nikomu nie jest ona automatycznie darowana, ale też nikomu nie można jej automatycznie odmówić.
Europejska filozofia nowożytna, z wyjątkiem filozofii religii, już od czasów Kartezjusza w zasadzie odcięła się od stosowania tego terminu, ze względu na jego niejasność i niedefiniowalność.
Podejście racjonalistyczne skłonne jest określać mądrość jako "kompromis między ideałem a realiami", przez co należy rozumieć, iż idee, które uważamy za dobre, w konfrontacji z rzeczywistością nie muszą zatracić swej istoty, lecz co nieuniknione, powinny nieco się do niej dopasować. Realia rozumiane są w tym kontekście nie tylko jako ogólny stan faktyczny środowiska zewnętrznego, ale również nasze indywidualne zdolności, potencjał itd. Intuicyjnie, ujęcie racjonalistyczne zdaje się być bardzo bliskie cywilizacji Zachodnio-Europejskiej, ponieważ uwzględnia rolę doświadczenia w nabywaniu mądrości.

### Mądrość w religiach
W religiach Dalekiego Wschodu mądrość jest wiązana z osiągnięciem stanu oświecenia i wynika ze swoistej wiedzy, jaką się w wyniku tego oświecenia nabywa, połączonej z uczuciem jedności i współczucia do wszystkich istot żywych. Zdolność poszczególnych ludzi do osiągnięcia oświecenia, i co za tym automatycznie idzie - prawdziwej mądrości, jest jednak różnie pojmowana w tych religiach, od przyznawania, że każdy może ten stan osiągnąć przy odpowiednich staraniach, po pogląd że jest on dany wyłącznie nielicznie wybranym, którzy zdarzają się nie częściej niż raz na 2000 lat.
W starożytnej Grecji mądrość - czyli Sophia (gr. σοφία) utożsamiana była z postacią kobiety, dlatego personifikacje mądrości najczęściej przedstawiane były jako postać kobiety.